# Гандуріно
Гандуріно (рос. Гандурино) — село у Камизяцькому районі Астраханської області Російської Федерації.
Населення становить 374 особи (2010). Входить до складу муніципального утворення Образцово-Травінська сільська рада.

## Історія
Населений пункт розташований на території українського етнічного та культурного краю Жовтий Клин. Від 1925 року належить до Камизяцького району.
Згідно із законом від 6 серпня 2004 року органом місцевого самоврядування є Образцово-Травінська сільська рада.

## Населення
| 2002 | 2008 | 2010 |
| ---- | ---- | ---- |
| 422  | ↘397 | ↘374 |